# One'sy Muller
One'sy Muller (Amsterdam, 1980) is een Nederlandse radio-diskjockey, podcaster en blogger.

## Jeugd en opleiding
Muller groeide op in Amsterdam in een Surinaams gezin waar soulmuziek een grote rol speelde. Ze is vernoemd naar soulzangeres One'sy Mack. Ze heeft meegedaan aan Kinderen voor Kinderen. Haar nieuwsgierigheid en praatlust motiveerden haar tot een studie aan de School voor Journalistiek, waar ze afstudeerde in de richting 'Tijdschrift'.

## Loopbaan
Muller begon met radio maken in 2004. Ze werkte meer dan tien jaar bij radiozender NPO FunX. Ze presenteerde daar onder andere van 2007 tot 2015 het programma ClassX.
In 2016 begon ze samen met haar zus Tewa het blog This Girl Can Cook met recepten voor gezondere en soms plantaardige varianten van Surinaamse gerechten, nadat hun vader meer last kreeg van zijn diabetes. In datzelfde jaar maakte ze de overstap van NPO FunX naar Radio 2, waar ze korte tijd in de nacht werkte. De eerste vrije keuze die ze maakte was de akoestische versie van het nummer Come to my Door van José James en Emily King. In januari 2017 werd Muller op die zender presentator van Soul Night op de zaterdagavond voor AVROTROS.
In 2019 begon ze samen met onderzoeksjournalist en mediadocent Zoë Papaikonomou Bonte Was Podcast, over missers en opstekers in de media.
Van september 2022 tot half december 2023 was Muller twee dagen per week samen met Angelique Houtveen te horen op radiozender Sublime tijdens De Sublime Middagshow. Sinds februari 2024 is ze lid van het presentatieteam van NPO Blend, een pilot-radiozender van de Nederlandse Publieke Omroep (NPO). Vanaf 2024 presenteert ze samen met Howard Komproe het NPO Blend-radioprogramma Bridge The Gap.

## Persoonlijk
Muller kreeg eind 2020 een dochter.

## Externe Links
- One'sy Muller profiel bij Radio 2
- One'sy Muller profiel bij Sublime
- Bonte Was Podcast op NieuwWij.nl
- This Girl Can Cook receptenblog

Huidige: · Annemieke Schollaardt · Bart Arens · Carolien Borgers · Evelien de Bruijn · Corné Klijn · Daniël Lippens · Desiree van der Heiden · Dolf Jansen · Eddy Keur · Emmely de Wilt · Evert Duipmans · Jan-Willem Roodbeen · Jeroen Kijk in de Vegte · Jeroen van Inkel · Leo Blokhuis · Martine ten Klooster · Morad El Ouakili · Paul Rabbering · Ruud de Wild · Shay Kreuger ·Tannaz Hajeby · Thomas Hekker · Willemijn Veenhoven
Voormalige: Alfred van de Wege · Andrew Makkinga · Bert Haandrikman · Bert Kranenbarg · Cees van Zijtveld · Cielke Sijben · Daniël Dekker · Edwin Diergaarde · Felix Meurders · Ferry Maat · Frank du Mosch · Frits Sissing · Frits Spits · Gerard Ekdom · Giel Beelen · Gijs Staverman · Hans Schiffers · Henk van Steeg · Jan Paul Grootentraast · Jasper de Vries · Jeanne Kooijmans · Jeroen Mulder · Jetske van Staa · Jurgen van den Berg · Karel van Cooten · Kasper Kooij · Kimberley Dekker · Malou Holshuijsen · Marc Adriani · Marisa Heutink · Mart Smeets · Miranda van Holland · One'sy Muller · Peter Schuiten · Peter van Bruggen · Rick van Velthuysen · Rob Stenders · Roeland van Zeijst · Ron Stoeltie · Rutger Radstaake · Ruud Hermans · Sander de Heer · Sander Guis · Sara Kroos · Simone Walraven · Ted de Braak · Thijs Maalderink · Thomas van Vliet · Timur Perlin · Toine van Peperstraten · Tom Mulder · Will Luikinga · Yora Rienstra· Wouter van der Goes· Frank van 't Hof · Stefan Stasse  ·